# Pelham Bay
Pelham Bay est un détroit du Pelham Bay Park à New York.

## Géographie
Contrairement à ce que pourrait laisser croire son nom, ce n'est pas une baie mais un détroit. Il est situé entre City Island et Orchard Beach. Il s'ouvre au sud sur Eastchester Bay, sur Long Island Sound et, à l'est, sur City Island Harbor.

## Histoire
Une grande partie du détroit a été comblée entre 1934 et 1938 pour former Orchard Beach.